# Plagiognathus politus
Plagiognathus politus är en insektsart som beskrevs av Philip Reese Uhler 1895. Plagiognathus politus ingår i släktet Plagiognathus och familjen ängsskinnbaggar.

## Underarter
Arten delas in i följande underarter:
- P. p. flaveolus
- P. p. politus